# Bragg City
Bragg City est une ville du comté de Pemiscot, dans le Missouri, aux États-Unis,. Située à l'ouest du comté, elle est incorporée en 1919. Elle est fondée en 1894 sous le nom de Owl City. Un bureau postal y est ouvert en 1911, sous le nom de Clayroot. La ville est rebaptisée sous son nom actuel en 1917.

## Démographie
Lors du recensement de 2010, la ville comptait une population de 149 habitants. Elle est estimée, en 2017, à 137 habitants.

### Source de la traduction
- (en) Cet article est partiellement ou en totalité issu de l’article de Wikipédia en anglais intitulé « Bragg City, Missouri » (voir la liste des auteurs).